# Kanton Marines
Kanton Marines (fr. Canton de Marines) byl francouzský kanton v departementu Val-d'Oise v regionu Île-de-France. Tvořilo ho 19 obcí. Zrušen byl po reformě kantonů 2014.

## Obce kantonu
- Arronville
- Berville
- Bréançon
- Brignancourt
- Chars
- Cormeilles-en-Vexin
- Épiais-Rhus
- Frémécourt
- Grisy-les-Plâtres
- Haravilliers
- Le Bellay-en-Vexin
- Le Heaulme
- Marines
- Menouville
- Moussy
- Neuilly-en-Vexin
- Nucourt
- Santeuil
- Theuville